# Route 26 (Islande)
Pour les articles homonymes, voir Route 26.
La Route 26 (Þjóðvegur 26) ou Landvegur est une route islandaise reliant la Route 1 (à l'ouest de Hella) à la route F26 qui traverse le centre de l'Islande.
La route s'étend du périphérique de Hella puis traverse la région de Landssveit jusqu'à l'intersection de Þjórsárdalsvegur. 

## Trajet
- Ouest de Hella et Route 1
- -  vers Selfoss
- Route F26